# Те Вреде, Митчелл
Митчелл те Вреде (нидерл. Mitchell te Vrede; родился 7 августа 1991 года в городе Амстелвен, Нидерланды) — суринамский и нидерландский футболист, нападающий клуба «Аль-Зафра» и сборной Суринама.

## Клубная карьера
Те Вереде — воспитанник клуба АЗ. Из-за высокой конкуренции он не смог дебютировать за команду и в поисках игровой практики перешёл в «Эксельсиор». 5 августа 2011 года в матче против «Фейеноорда» он дебютировал за команду в Эредивизи. 28 августа года в поединке против ПСВ Митчелл забил свой первый гол.
Летом 2012 года те Вреде перешёл в «Фейеноорд». Из-за высокой конкуренции он не проходил в основу. 12 мая 2013 года в матче против НАК Бреда Митчелл дебютировал за команду, заменив в конце второго тайма Грациано Пелле. 3 ноября в поединке против «Камбюра» те Вреде забил свой первый гол за клуб из Роттердама. В 2014 году Пелле перешёл в английский «Саутгемптон» и Митчелл стал основным нападающим «Фейеноорда».
В матчах Лиги Европы против луганской «Зари» Митчелл забил два мяча. 8 марта 2015 года в поединке против НАК Бреда те Вреде сделал первый в карьере «дубль».
В августе 2015 года Митчелл перешёл в «Херенвен». Сумма трансфера составила 500 тыс. евро. 11 августа в матче против «Де Графсхапа» он дебютировал за новый клуб. В этом же поединке те Вреде забил свой первый гол за «Херенвен». В начале 2017 года Митчелл присоединился к турецкому «Болуспору». 14 января в матче против «Манисаспора» он дебютировал в Первой лиге Турции.
В начале 2018 года те Вреде вернулся на родину, подписав соглашение с НАК Бреда. 4 февраля в матче против столичного «Аякса» он дебютировал за новую команду. 7 февраля в поединке против «Хераклеса» Митчелл забил свой первый гол за НАК Бреда.